# G N' R Lies
GN'R Lies, também conhecido como Lies, é o segundo álbum de estúdio da banda de hard rock Guns N' Roses. A capa simula uma primeira página de jornal, com algumas músicas como notícias.
Lançado em 1988, Lies, seguiu as altas estatísticas de Appetite for Destruction. Alcançou a 2ª posição nas paradas, foi cinco vezes platina e foi eleito pelo Grammy como "melhor performance de hard rock", chegando ao ouro com a balada "Patience". O lançamento deste CD, entretanto, foi ofuscado devido aos incidentes provocados no Monsters Of Rock, meses antes, em que dois fãs foram mortos pisoteados em um tumulto, durante o show da banda. Foi o último álbum gravado com o baterista Steven Adler, antes de este ser demitido da banda.
Este álbum é composto de músicas do EP independente de 1986 Live ?!*@ Like a Suicide, e também de novas gravações de estúdio, sendo quatro músicas acústicas. Used To Love Her e Patience foram músicas que fizeram sucesso comercial nas rádios. You're Crazy fora lançada em Appetite for Destruction, e neste álbum aparece com a letra original e um andamento mais lento. One in a Million foi criticada por homossexuais e organizações de direitos humanos, e levou à exclusão da banda do Band Aid. Desde o seu lançamento, o álbum já vendeu cerca de 5 milhões de cópias em todo o mundo.

## Faixas
| Live ?!*@ Like a Suicide |                                 |                                                                                |         |  |
| N.º                      | Título                          | Compositor(es)                                                                 | Duração |  |
| 1.                       | "Reckless Life"                 | Guns N' Roses, Chris Weber                                                     | 3:20    |  |
| 2.                       | "Nice Boys" (cover Rose Tattoo) | Angry Anderson, Mick Cocks, Geordie Leach, Dallas "Digger" Royall, Peter Wells | 3:03    |  |
| 3.                       | "Move To The City"              | Guns N' Roses, Del James, Weber                                                | 3:42    |  |
| 4.                       | "Mama Kin" (cover Aerosmith)    | Steven Tyler                                                                   | 3:57    |  |

Todas as faixas escritas por Guns N' Roses.
| G N' R Lies |                                  |                |         |  |
| N.º         | Título                           | Compositor(es) | Duração |  |
| 5.          | "Patience"                       |                | 5:56    |  |
| 6.          | "Used to Love Her"               |                | 3:13    |  |
| 7.          | "You're Crazy" (versão acústica) |                | 4:10    |  |
| 8.          | "One in a Million"               |                | 6:10    |  |

## Créditos
- W. Axl Rose - vocais, assovio em "Patience"
- Slash - guitarra solo, guitarra acústica solo nas faixas 5-8
- Izzy Stradlin - guitarra rítmica, vocal de apoio, guitarra acústica rítmica nas faixas 5-8, Pop (só em Patience)
- Duff McKagan - baixo elétrico, vocal de apoio, guitarra acústica rítmica em "Patience" e "One in a Million"
- Steven Adler - bateria, percussão, vocal de apoio em "Patience"